# Jonas von Lunde
Jonas von Lunde, auch Jonas von Lünde oder Jonas von Lunden (* 12. Juni 1581 in Hannover; † 2. Oktober 1649 ebenda), war ein deutscher Ratsherr und Halbmeier.

## Leben

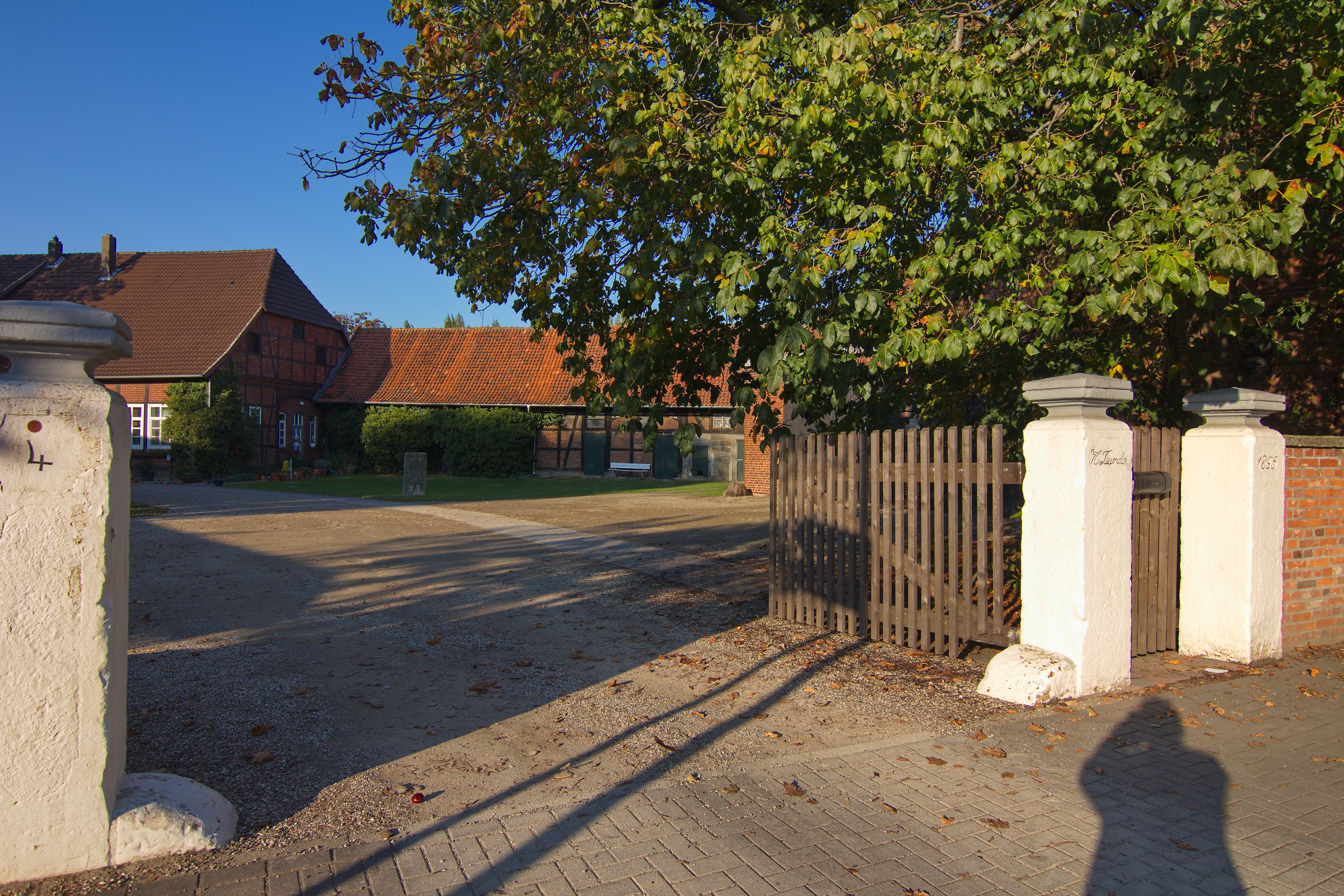
Die denkmalgeschützte Hofanlage Wülfeler Straße 4 in Bemerode

Jonas von Lunde gehörte der seit 1354 in Hannover nachweisbaren Patrizier-Familie von Lünde an. Er war Halbmeier in Bemerode, wo der Familie seit 1628 der Halbmeierhof 1 gehörte; von dem sich die denkmalgeschützte Hofstelle unter der Adresse Wülfeler Straße 4 erhalten hat.
Mitten im Dreißigjährigen Krieg war Jonas von Lunde im Jahr 1639 Ratsherr in Hannover. Etwa zu dieser Zeit schrieb er ein Tagebuch, durch dessen Niederschrift er zum wichtigen Zeitzeugen zum Verständnis der damaligen Verhältnisse wurde.

## Lundenweg
Der 1966 nördlich der Anecampstraße angelegte Lundenweg in Bemerode erinnert an die hannoversche Ratsfamilie, die seit 1628 den dortigen Halbmeierhof 1 bewirtschaftete.

## Archivalien
An Archivalien finden sich beispielsweise
- eine Fotografie aus dem Archiv von Paul Theile mit der Untertitelung „Der Hof des Jonas Lunde heute“.[6]